# Escuela de arte de Glasgow

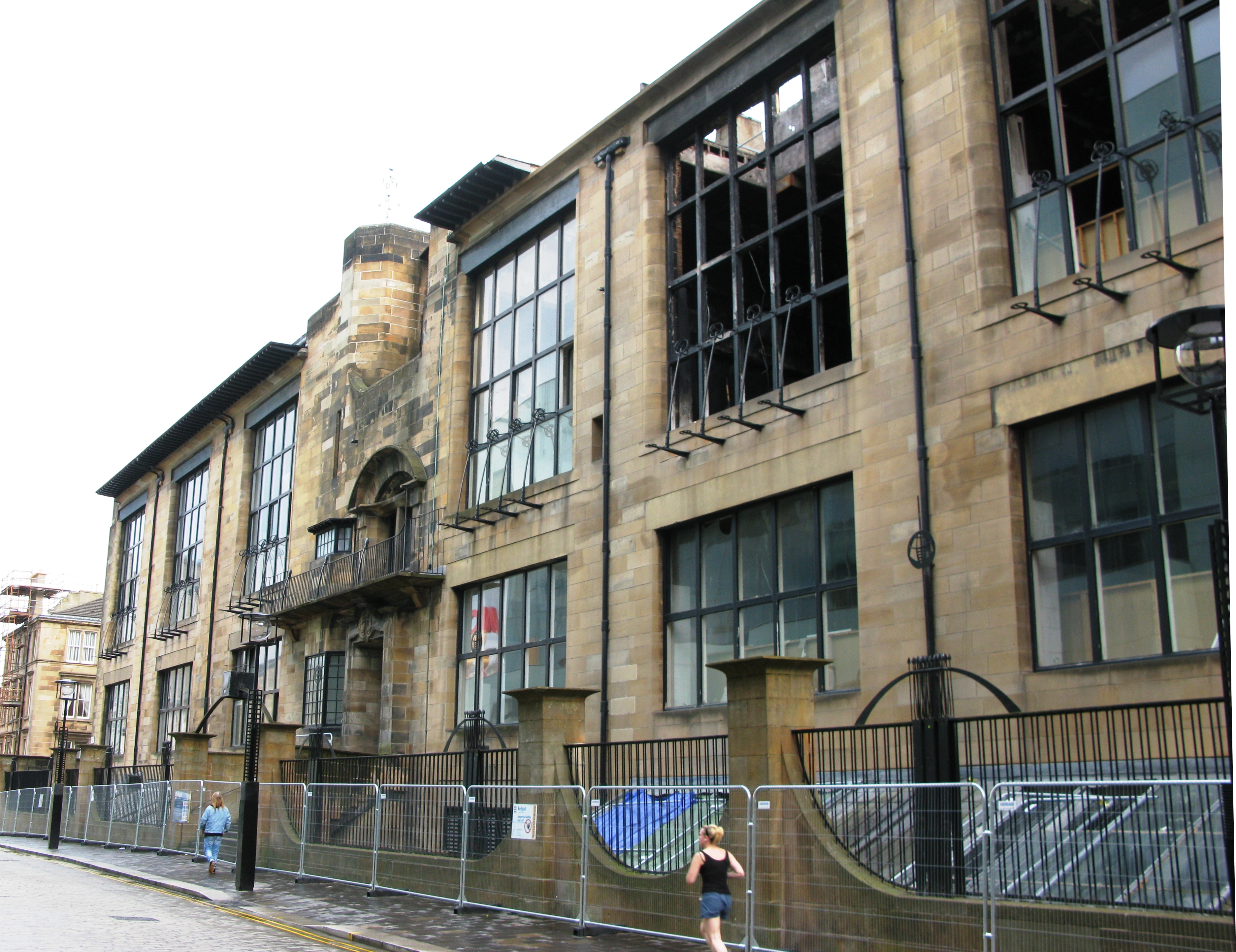
La Escuela de arte de Glasgow en 2014, meses después del primer incendio.

La Escuela de arte de Glasgow (Glasgow School of Art en lengua inglesa) fue un importante centro de divulgación de la arquitectura moderna a finales del siglo XIX e inicios del siglo XX.
El rechazo de las artes del pasado también afectó a la arquitectura. En Glasgow se desarrolló un nuevo tipo de planeamiento de los edificios, que al contrario del Modernismo, huía de la ornamentación y las volumetrías no racionales. La estructura ortogonal de hierro daba una mayor resistencia, pero también permitía una mayor organización de las plantas. Las paredes son lisas, en piedra, y existen grandes superficies de vidrio.
De esta escuela destacó Charles Rennie Mackintosh debido a su racionalismo geométrico y gran percepción de las volumetrías.
El edificio sufrió dos incendios, uno en 2014 y otro en 2018.